# Promachus negligens
Promachus negligens är en tvåvingeart som beskrevs av Adams 1905. Promachus negligens ingår i släktet Promachus och familjen rovflugor. Inga underarter finns listade i Catalogue of Life.